# Гольц, Вернер

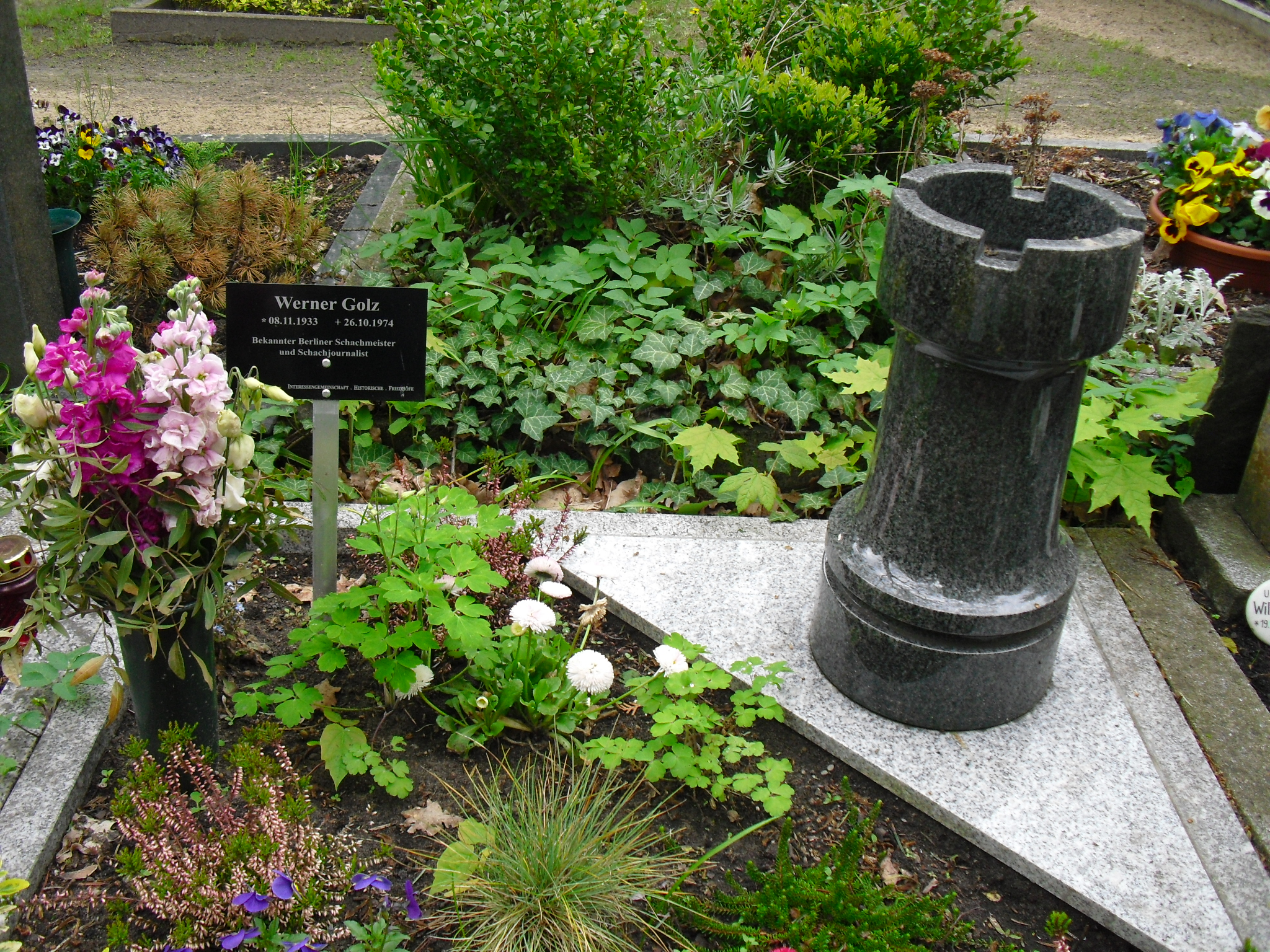
Могила В. Гольца

Вернер Гольц (нем. Werner Golz; 8 ноября 1933, Берлин — 26 октября 1974, Восточный Берлин) — немецкий шахматист.

## Биография
С 1957 по 1969 годы участвовал во всех чемпионатах ГДР и добился хороших результатов. В 1957 году в Зёммерде занял 3 место, в 1964 году в Магдебурге поделил 3—4 места, в 1965 году в Аннаберг-Буххольце поделил 2—3 места. Самого большого успеха достиг в 1959 году в Лейпциге, когда поделил 1—2 места и только в дополнительном матче уступил Вольфгангу Питчу.
В 1958 году победил в чемпионате Восточного Берлина.
В 1964 году победил в открытом чемпионате Берлина.
В 1970 году поделил первое место на турнире памяти Курта Рихтера.
Представлял сборную ГДР на крупнейших командных шахматных турнирах:
- в шахматных олимпиадах участвовал два раза (1960, 1964);
- в командном чемпионате Европы по шахматам в 1970 году. В командном зачете завоевал бронзовую медаль.

Работал в издательстве, был корректором и помощником редактора. С 1970 года был независимым журналистом. У него было трое детей.
Умер после продолжительной болезни — рака желудка. Похоронен в Берлине на кладбище Karlshorster und Neuer Friedrichsfelder Friedhof в районе Карлсхорст.